# Coleophora filaginella
Coleophora filaginella é uma espécie de mariposa do gênero Coleophora pertencente à família Coleophoridae.